# Mecynogea
Mecynogea – rodzaj pająków z rodziny krzyżakowatych.

## Morfologia
Samice pająków z tego rodzaju osiągają do około 12 mm, a samce do 8 mm długości ciała. Tylny rząd oczu zakrzywiony tak, że boczne oczy tylne położone bardziej z przodu niż środkowe oczy tylne. Karapaks obu płci z czarnymi bokami części tułowiowej i czarną linią środkową. Odwłok samicy cylindryczny, opatrzony białą przepaską grzbietową i ciemnym znakiem w kształcie litery "w" pośrodku. Ich epigynum jest zesklerotyzowane. Samiec ma odwłok z czarnym znakiem pośrodku grzbietu. Golenie jego nogogłaszczki są miseczkowate, krótsze lub tak długie jak szerokie, asymetryczne i nieząbkowane na krawędzi dystalnej. Apophysis terminalis na jego nogogłaszczkach jest rozdwojona, zaś apofyza medialna zesklerotyzowana.

## Ekologia i występowanie
Pająki te budują poziome sieci łowne o kopulastym kształcie. Nici tworzą w nich drobną siateczkę i nie jest do ich budowy wykorzystywana przędza lepka.
Przedstawiciele rodzaju występują od południowo-wschodnich Stanów Zjednoczonych i Kuby po Urugwaj, Argentynę i Chile.

## Taksonomia
Takson ten wprowadzony został po raz pierwszy w 1894 roku przez Henry’ego Christophera McCooka pod nazwą Hentzia, została ona jednak wykorzystana już wcześniej, w 1883 roku przez George’a Marxa, stąd za ważną uznaje się wprowadzoną w 1903 roku przez Eugène'a Simona nazwę Mecynogea. W 1932 roku Nathan Banks wprowadził nazwę Allepeira na zastąpienie homonimicznej Hentzia. W 1980 roku Herbert Walter Levi dokonał ich synonimizacji.
Do rodzaju tego należą gatunki:
- Mecynogea apatzingan Levi, 1997
- Mecynogea bigibba Simon, 1903
- Mecynogea buique Levi, 1997
- Mecynogea chavona Levi, 1997
- Mecynogea erythromela (Holmberg, 1876)
- Mecynogea lemniscata (Walckenaer, 1841)
- Mecynogea martiana (Archer, 1958)
- Mecynogea ocosingo Levi, 1997
- Mecynogea sucre Levi, 1997